# Valados (Río)
Valados es una aldea situada en la parroquia de Cabanas, del municipio español de Río, en la provincia de Orense, Galicia.

## Demografía
| Gráfica de evolución demográfica de Valados entre 2000 y 2023 |
|                                                               |
| Datos según el nomenclátor publicado por el INE.              |